# Next (Journey)
Next is het derde studioalbum van Journey. Journey kreeg het verwijt dat ze zich steeds meer bezighield met doorsneerock, alhoewel er op dit album ook nog af en toe progressieve rock te horen is. De heren hadden zelf ook door dat het de verkeerde kant op ging, met name maakten ze zich zorgen over de zang. De heren namen zangles, maar dat gaf niet het gewenste resultaat. Na dit album werd Robert Fleischman als beoogd zanger gezien, maar hij zou door muzikale meningsverschillen de definitieve versie van het volgend album al niet meer halen.
Voor het al album waren meer tracks opgenomen, het instrumentale Cookie duster deed nog lang mee, het stond op de demoversie van het album. Toen het album verscheen bleek de track uiteindelijk toch weggelaten te zijn. Het werd wel meegeperst op Time, een verzamelalbum met meer tracks die in de loop der jaren gesneuveld waren. Groot succes bleef opnieuw uit, een 85e plaats in de Billboard 200 was de hoogste notering, in België en Nederland haalde het album onvoldoende verkopen om de lijsten te halen.

## Musici
- Neal Schon – gitaar , zang (track 3,8)
- Gregg Rolie – zang, toetsinstrumenten
- Ross Valory – basgitaar, achtergrondzang
- Ainsley Dunbar – slagwerk

## Muziek
| Nr. | Titel                                                  | Duur |
| --- | ------------------------------------------------------ | ---- |
| 1.  | Spaceman (Dunbar, Rolie)                               | 4:01 |
| 2.  | People (Dunbar, Rolie, Schon)                          | 5:21 |
| 3.  | I would find you (Tena Austin, Schon)                  | 5:54 |
| 4.  | Here we are (Rolie)                                    | 4:18 |
| 5.  | Hustler (Dunbar, Rolie)                                | 3:16 |
| 6.  | Next (Heidi Cogdell, Dunbar, Rolie)                    | 5:28 |
| 7.  | Nickel and dime (Rolie, Schon, George Tickner, Valory) | 4:13 |
| 8.  | Karma (Dunbar, Rolie, Schon)                           | 5:07 |

Tena Austin was destijds (1976-1977) mevrouw Schon. George Tickner was een ex-Journey-gitarist. Nickel and dime is een instrumentale track.